# سخيرمر
سخيرمر Schermer  هي مدينة وبلدية بمقاطعة شمال هولندا، هولندا.

## طوبوغرافيا
خريطة طوبوغرافية هولندية لبلدية سخيرمر، 2013.

## أعلام
- ستيفن روكس